# Экваториальное противотечение
Экваториальное противотечение, Межпассатное  противотечение — мощное противотечение в промежутке между Северным пассатным течением и Южным пассатным течением, наблюдаемое в экваториальной области вокруг всего Земного шара в Тихом, Атлантическом и Индийском океанах.
Поверхностные межпассатные противотечения в Атлантическом, Тихом и Индийском океанах известны с XIX века. Данные течения направлены на восток против преобладающих ветров и против движения основных поверхностных течений. Межпассатные противотечения вызываются поперечной неравномерностью преобладающих ветров (пассатов), поэтому их скорость и расход значительно колеблются, вплоть до исчезновения, в зависимости от силы и равномерности ветров.
В середине XX века были открыты подповерхностные и даже глубинные противотечения. В том числе мощные экваториальные подповерхностные противотечения — течение Кромвелла в Тихом и течение Ломоносова в Атлантическом океанах. Подповерхностные экваториальные течения вызываются градиентом давления и движутся в виде узкого потока на восток под направленным на запад пассатным течением.
В период ослабления пассатных ветров подповерхностные противотечения могут «выходить» на поверхность океана и наблюдаться как поверхностные течения.